# 缩刺仙人掌
缩刺仙人掌又名刺毛团扇，是仙人掌科仙人掌属的一個大型植物物種，原产美洲。這些植物可生長至2米（6.6英尺）高，春夏季會長有檸檬黃色的花朵，之後結成紫紅色的果實。這些果實內有暗刺的核，味道很酸。
缩刺仙人掌与仙人掌很接近，但缩刺仙人掌的茎片较厚，小窠通常没有叶刺（只有倒刺刚毛），偶尔有1~2根叶刺，而仙人掌的茎片较薄，小窠有3根以上的叶刺，通常其中一根比其它叶刺更长。
本物種在炎熱開揚的沙土上，這些植物會很快佔據並生長。目前本物種在斯里蘭卡為患，在其他國家也有被定為入侵物種，是世界百大外来入侵种。

## 分佈

### 自然分佈
本物種在美國自然分佈於南卡羅萊納州、喬治亞州、佛羅里達州，以及墨西哥灣沿岸的得克薩斯州、密西西比州及阿拉巴馬州，亦分佈於巴哈馬、百慕達及其他加勒比海國家，還有墨西哥東部、中美洲諸國、委內瑞拉北部及厄瓜多爾。

### 入侵物種
本物種曾被引入至世界多個部分，包括非洲、歐洲南部及亞洲南部。在南非，本物種被視為入侵物種。在澳大利亞，當地透過引入一種名為仙人掌蛾（Cactoblastis cactorum）的蛾作為生物控制手段。 It was declared a Weed of National Significance by the Australian Weeds Committee in April 2012, but continues to be kept under control by the use of the Cactoblastis moth and a cochineal insect, Dactylopius opuntiae.
在斯里蘭卡，縮刺仙人掌在Hambantota和Yala National Park之間的海岸地帶延綿30公里長，特別是在国际重要湿地名录之上的Bundala National Park。這種植物在當地數百公頃的沙丘地帶上大量生長，還入侵到周邊的灌木林及耕地。在某些地方，仙人掌濃密得不論人畜均被植物阻隔而無法深入。
種子由獼猴和其他可以吃大果的其他動物和鳥類傳播。它也被人們削減仙人掌，但留下了切割物，留在原地，然後重新發芽。除了在巴達拉村附近的沙丘上手工清除約10公頃的一些昂貴的手段外，沒有採取任何控制措施。